# Terje Håkonsen
Terje Håkonsen ( Vinje, Noruega, 11 de octubre de 1974) es un snowboarder noruego considerado uno de los snowboarders más influyentes de todos los tiempos, y uno de los iconos más tempranos de este deporte. 

## Juego
Es el creador del truco aéreo The Haakon Flip. Håkonsen dominó la modalidad freestyle en los 90 ganando tres veces seguidas (1993, 1995 y 1997) el Campeonato del Mundo de half-pipe de la FIS. También ganó 5 campeonatos europeos de half-pipe (1991, 1992, 1993, 1994, 1997), el U.S. Open en halp-pipe 3 veces (1992, 1993, 1995), y el Mt. Baker Banked Slalom 6 veces (1995, 1996, 1998, 2000, 2003, 2004). En 1995 ganó el Innsbruck Air & Style Contest. Håkonsen estableció el récord del mundo para el ‘air’ más alto durante la ronda clasificatoria del Artic Challenge en Oslo en 2007, logrando una altura por encima del quarterpipe de 9.8 metros con un backside 360.
Håkonsen también participó en el desarrollo de la T6, la primera tabla de snowboard hecha de un material llamado «Alumafly», una construcción de aluminio en forma de panal de abeja; y es cocreador de la Burton Fish (una tabla específica para nieve polvo) y la Burton Malolo, un cruce entre una tabla de freestyle y una de freeride. 
Es uno de los riders protagonistas de First Descent, junto con otros cinco snowboarders excepcionales incluyendo Shaun White, Hannah Teter y Travis Rice. También actuó en otras películas como The Haakonson Factor y Subjekt Haakonson, rodada por Dave Seoane. En 2007 Håkonsen creó una serie documental llamada Terjes Sesongkort (El pase de temporada de Terje), en el cual se retrataba su vida en diferentes competiciones, freeride y su vida como snowboarder profesional. En esta serie también participaron otros importantes snowboarders como Nicolas Müller, Shaun White, Mads Jonsson y Kevin Pearce.
Håkonsen se ha referido a la leyenda del snowboard Craig Kelly como su mentor.

## Boicot olímpico y formación del Arctic Challenge
Cuando el snowboard halfpipe fue introducido como evento Olímpico en las Olimpiadas de Invierno de 1998, Håkonsen boicoteó la calificación. Håkonsen y muchos otros snowboarders no estaban de acuerdo con el COI, y particularmente con el hecho de que el COI designara a la FIS para organizar la calificación en vez de la federación propia de snowboard, la ISF.
Håkonsen, junto con Daniel Franck, creó The Arctic Challenge como un evento de snowboard que se centraría en los riders. El primer The Arctic Challenge se celebró en el 2000 y desde entonces se ha ido realizando en diferentes partes de Noruega. El sistema que se usaba para calificar en The Arctic Challenge evolucionó en el Ticket to Ride (World Snowboard Tour). Los ganadores de las más prestigiosas competiciones de snowboard se ganaron un ticket para hacer snowboard (ticket to ride o TTR) en The Arctic Challenge. El Ticket to Ride (World Snowboard Tour) evolucionó al Snowboard World Ranking List (Ranking Mundial de Snowboard) que coronaba el World Tour Champions (Campeones del Tour Mundial).